# Aparasphenodon
Aparasphenodon is een geslacht van kikkers uit de familie boomkikkers (Hylidae). De groep werd voor het eerst wetenschappelijk beschreven door Alípio de Miranda-Ribeiro in 1920.
Er zijn vijf soorten inclusief de pas in 2013 beschreven soort Aparasphenodon pomba. De kikkers komen voor in delen van Zuid-Amerika en leven in de landen Brazilië, Colombia en Venezuela.
De verschillende soorten hebben een meestal nachtactieve levenswijze.

## Taxonomie
Geslacht Aparasphenodon
- Soort Aparasphenodon arapapa
- Soort Aparasphenodon bokermanni
- Soort Aparasphenodon brunoi
- Soort Aparasphenodon pomba
- Soort Aparasphenodon venezolanus

Aparasphenodon · 
Argenteohyla · 
Corythomantis · 
Dryaderces · 
Itapotihyla · 
Nyctimantis · 
Osteocephalus · 
Osteopilus · 
Phyllodytes · 
Phytotriades · 
Tepuihyla · 
Trachycephalus